# سید مصطفی صالحی‌زاده
سیدمصطفی صالحی‌زاده (متولد ۱۵ شهریور ۱۳۷۲) کشتی‌گیر فرنگی‌کار در تیم ملی ایران است. از افتخارات این کشتی‌گیر می‌توان به کسب مدال طلای جوانان اسیا (تایلند)در سال ۲۰۱۱،کسب مدال طلا مسابقات قهرمانی کشتی آسیا ۲۰۱۷، مدال طلای آسیایی ۲۰۱۸ بیشکک قرقیزستان، قهرمانی در مسابقات آسیایی جوانان در سال ۲۰۱۳، کسب مقام برنز در مسابقات المپیک سیزم کرهٔ جنوبی ۲۰۱۵ و کسب قهرمانی باشگاه‌های جهان در سال‌های ۲۰۱۴ قهرمانی جام تختی در سالهای ۲۰۱۵، ۲۰۱۶ و ۲۰۱۷ اشاره کرد.

## فعالیت حرفه‌ای ورزشی

### قهرمانی آسیا ۲۰۱۷
در وزن ۹۸ کیلوگرم نیز سید مصطفی صالحی زاده که نخستین حضورش در رده سنی بزرگسالان را تجربه می‌کرد در دور اول با نتیجه ۷ بر یک یرولان ایسکاکوف قهرمان آسیا و نفر سوم بازی های آسیایی از قزاقستان را شکست داد. وی در دور بعد مقابل هاردیپ نایب قهرمان آسیا از هند با نتیجه ۵ بر صفر به پیروزی رسید و راهی مرحله نیمه نهایی شد. صالحی زاده در این مرحله ژیائو دی از چین را با نتیجه ۲ بر صفر شکست داد و راهی دیدار فینال شد. وی در دیدار نهایی با نتیجه ۱۴ بر ۴ سئون گیون کیم از کره جنوبی را شکست داد و به عنوان قهرمانی رسید.

### قهرمانی جهان ۲۰۱۷
صالحی‌زاده در وزن ۹۸ کیلوگرم کشتی فرنگی مسابقات قهرمانی کشتی جهان ۲۰۱۷ پاریس حاضر بود که پس از شکست ۳ بر یک مقابل آرتور الکسانیان قهرمان جهان و المپیک راهی گروه بازنده‌ها شد. وی در مبارزه نخست خود در این مرحله مقابل جی‌آنگلو هانکوک از آمریکا ۳ بر یک پیروز شد. وی در ادامه مقابل روازی نادارشویلی از گرجستان به روی تشک رفت و در پایان با نتیجه ۴ بر ۴ شکست خورد و از گردونه رقابت‌ها کنار رفت.

### قهرمانی آسیا ۲۰۱۸
در وزن ۹۷ کیلوگرم سید مصطفی صالحی‌زاده در دور نخست استراحت کرد سپس مقابل الکابی از عراق ۹ بر صفر پیروز شد و در مرحله نیمه نهایی نیز ۵ بر صفر ژیائو از چین را شکست داد و به فینال رسید. صالحی‌زاده نماینده وزن ۹۷ کیلوگرم ایران در دیدار نهایی برابر رستم آساکالوف دارنده مدال نقره جهان و طلای بازی‌های آسیایی به برتری رسید و مدال طلای آسیا را از آن خود کرد. اما با مثبت اعلام شدن تست دوپینگ این کشتی گیر مدال طلا از وی پس گرفته شد.
دنیای MMA
بعد از پاپوش درست کردن برای سیدمصطفی صالحیزاده در. سال۲۰۱۸  ،از دنیای کشتی خداحافظی کرد
از سال۲۲۰۳ به دنیاحرفه ای MMA روی اورد